# Paul Citroen
Paul Citroen (Berlino, 15 dicembre 1896 – Wassenaar, 13 marzo 1983) è stato un pittore, fotografo e regista olandese, esponente del Dadaismo.
Fu un artista, fotografo e docente olandese di origine tedesca, tra i più interessanti esponenti della cultura delle avanguardie tra le due guerre, cofondatore della New Art Academy di Amsterdam. Il suo lavoro più celebre è Metropolis (1923) un ciclo di fotomontaggi sulle città del futuro che furono d'ispirazione per Fritz Lang.

## Biografia

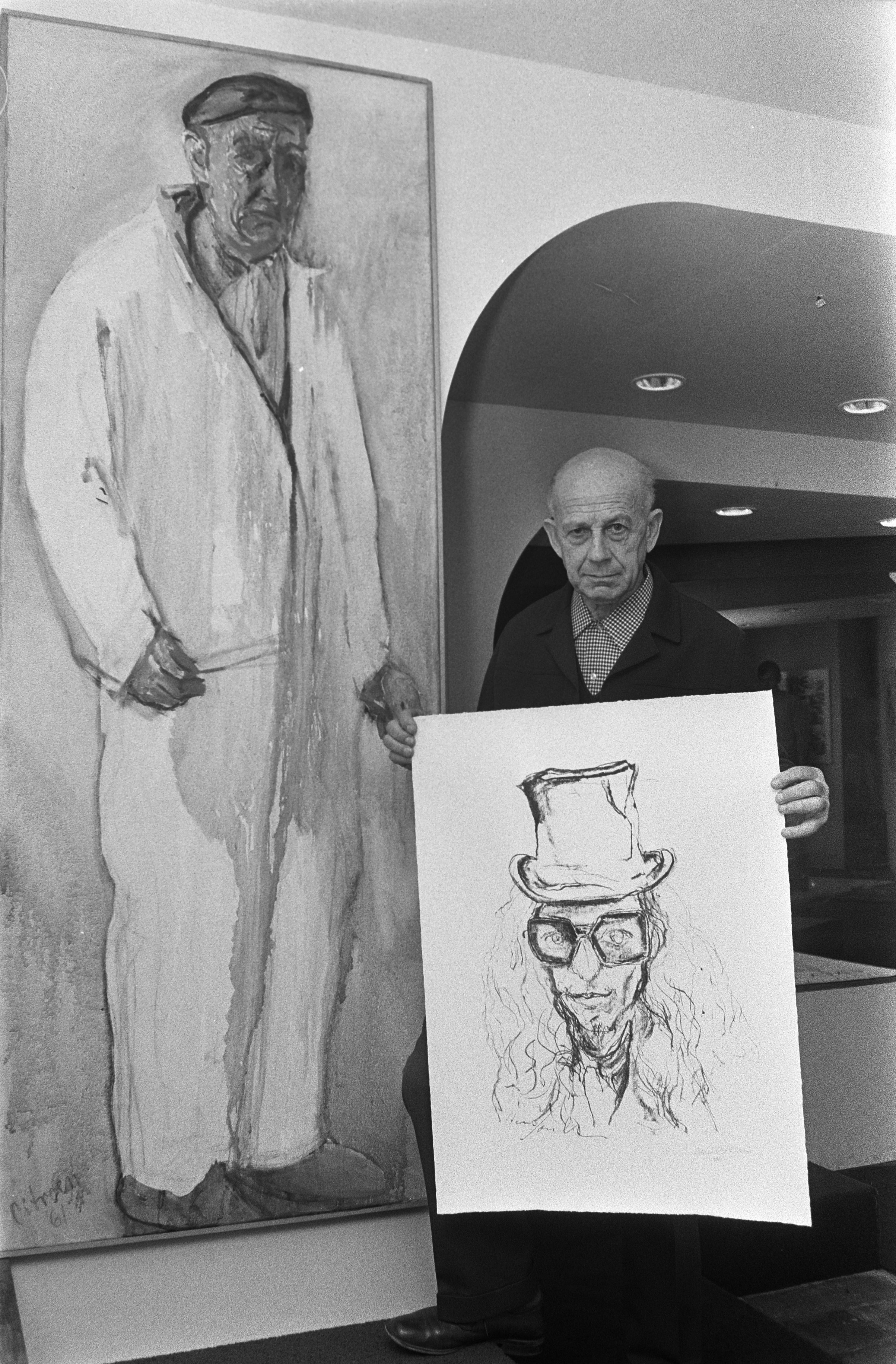
Paul Citroen ad Amsterdam nel 1971

Paul nacque in una famiglia ebraica olandese della media borghesia, emigrata in Germania alla fine dell'800. Contro la volontà dei genitori, che volevano farlo lavorare nella bottega di pellicceria di proprietà, abbandonò giovanissimo la scuola per dedicarsi alle arti, alla pittura e alla fotografia.
I suoi genitori furono Hendrik Roelof (1865–1932), ebreo olandese di Amsterdam, ed Ellen Philippi (1872–1945), appartenente ad una famiglia ebraica di Berlino. Il padre morì prima dello scoppio della seconda guerra mondiale, mentre la madre morì di malattia nel campo di concentramento di Bergen-Belsen. Paul aveva una sorella, Ilse, madre di Sanne Ledermann, una delle migliori amiche di Anna Frank; lei, il marito e la figlia furono uccisi durante l'Olocausto nelle camere a gas del campo di concentramento di Auschwitz.
Dopo le prime fallimentari esperienze, proprio a Berlino entrò in contatto con la celebre galleria Der Sturm, dove nel 1918 conobbe George Grosz, finendo per aderire entusiasta al movimento Dada. 
Si fece subito notare per la sua intelligenza e per il suo carattere da leader, tanto che venne nominato direttore della centrale Dada di Amsterdam, e nel 1920 collaborò alla preparazione del “Dada-Almanach”.
Nel 1922 decise di fare il grande passo e, superati gli esami di ammissione, entrò alla Bauhaus di Weimar, dove studiò sotto Paul Klee, Wassily Kandinsky e Johannes Itten.

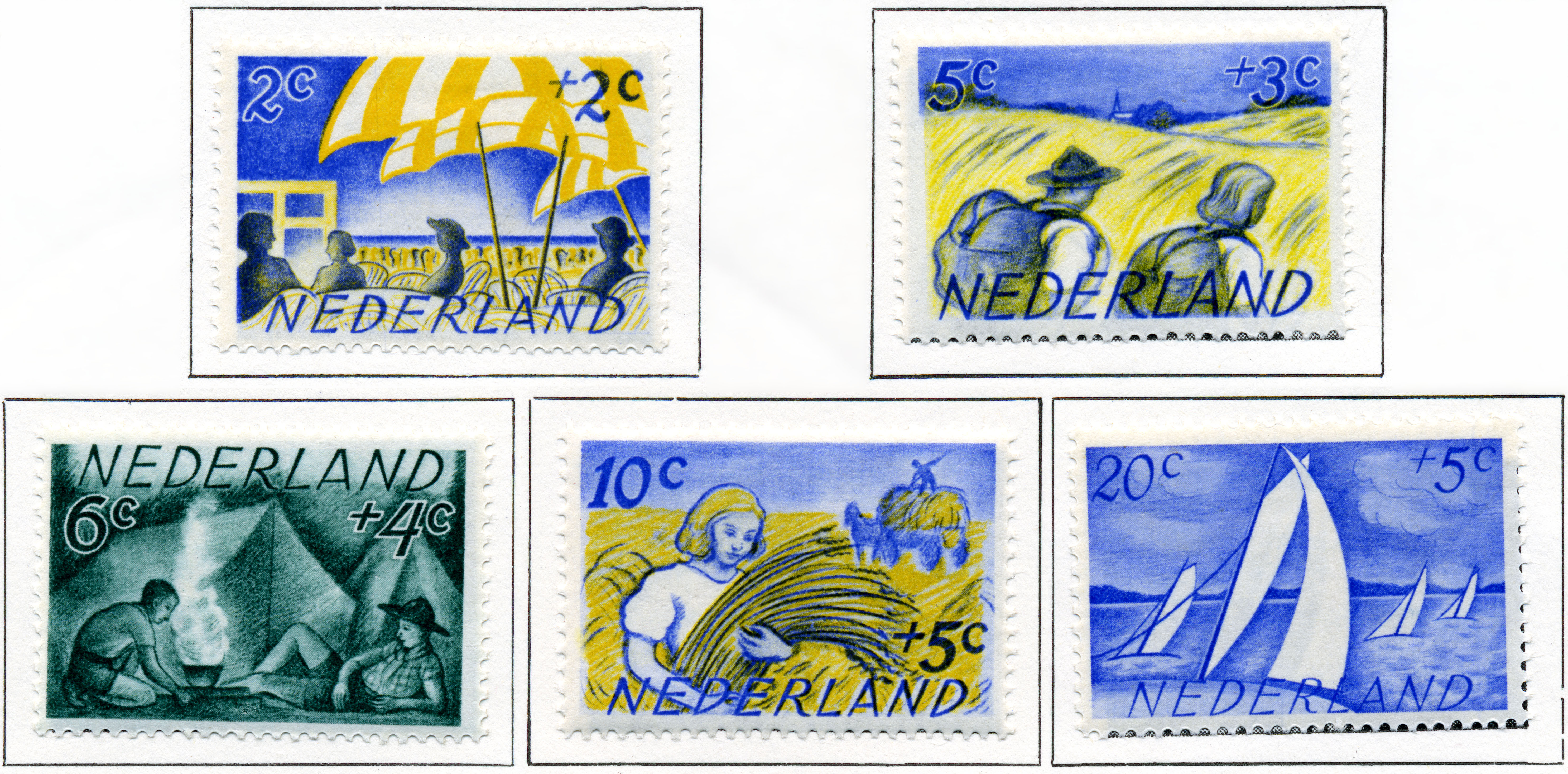
Francobolli disegnati da Paul Citroen

Fu proprio lì che nel 1923 espose il suo lavoro più celebre Metropolis, un ciclo di fotomontaggi ispirati alle città del futuro nei quali è riconoscibile l'influenza di altri suoi docenti come Raoul Hausmann (inventore del fotomontaggio) e di Hannah Höch. Un'opera fortemente innovativa, che attirò l'attenzione della critica e che diede l'idea al regista espressionista Fritz Lang per realizzare l'omonimo film-capolavoro.
A partire da questi anni Citroen continuò a produrre i suoi famosi fotomontaggi, che trovarono la loro massima espressione tra il 1929 e il 1935, splendida sintesi della ricerca formale di quegli anni.
Insieme a Charles Roelofsz fondò quindi la "Nieuwe Kunstschule" ad Amsterdam ed ebbe tra i suoi allievi Violette Cornelius, per poi divenire docente presso l'Accademia Reale.
Smesso l'insegnamento continuò a dipingere, ritornando al figurativo. Morì nel 1983 a Wassenaar.